# Porócito
Porócito é uma célula dobrada sobre si mesma, e compõe os poros dos Poriferos, é o acesso da água do exterior para o interior do organismo. O poro varia de tamanho no percurso para selecionar as partículas, assim obtendo mais eficiência na nutrição. Nas esponjas do tipo siconoide, ele ocorre na entrada do canal radial, no tipo asconoide, ocorrem entremeados na pinacoderme.
Essas células apresentam uma perfuração central, que representa cada poro, por onde a água penetra o animal.